# Гленвуд (Айова)
Гленвуд (англ. Glenwood) — город в США, административный центр округа Милс штата Айова. Население — 5073 человека (2020).

## География
Гленвуд расположен по координатам 41°02′41″ с. ш. 95°44′26″ з. д. (41.044690, -95.740613). По данным Бюро переписи населения США в 2010 году город имел площадь 7,66 км², из которых 7,64 км² — суша и 0,03 км² — водоёмы.

## Демография
| Год переписи                          | Нас. |  | %±     |
| ------------------------------------- | ---- |  | ------ |
| 1860                                  | 614  |  | —      |
| 1870                                  | 1291 |  | 110,3% |
| 1880                                  | 1793 |  | 38,9%  |
| 1890                                  | 1890 |  | 5,4%   |
| 1900                                  | 3040 |  | 60,8%  |
| 1910                                  | 4052 |  | 33,3%  |
| 1920                                  | 3862 |  | −4,7%  |
| 1930                                  | 4269 |  | 10,5%  |
| 1940                                  | 4501 |  | 5,4%   |
| 1950                                  | 4664 |  | 3,6%   |
| 1960                                  | 4783 |  | 2,6%   |
| 1970                                  | 4421 |  | −7,6%  |
| 1980                                  | 5280 |  | 19,4%  |
| 1990                                  | 4571 |  | −13,4% |
| 2000                                  | 5358 |  | 17,2%  |
| 2010                                  | 5269 |  | −1,7%  |
| 2020                                  | 5073 |  | −3,7%  |
| 1860–2020 Десятилетняя перепись в США |      |  |        |

Согласно переписи 2010 года, в городе проживало 5269 человек в 1883 домохозяйствах в составе 1243 семей. Плотность населения составляла 688 человек/км². Было 2045 квартир (267/км²).
Расовый состав населения:
| - 96,8% — белых - 0,6% — чёрных или афроамериканцев - 0,4% — азиатов - 0,3% — коренных американцев - 0,1% — выходцев из тихоокеанских островов |

К двум или более расам принадлежало 1,1%. Доля испаноязычных составила 2,7% всего населения.
По возрастному диапазону население распределялось следующим образом: 25,8% — лица младше 18 лет, 60,5% — лица в возрасте 18-64 лет, 13,7% — лица в возрасте 65 лет и старше. Медиана возраста жителя составила 38,1 лет. На 100 человек женского пола в городе приходилось 98,5 мужчин; на 100 женщин в возрасте от 18 лет и старше — 94,8 мужчин также старше 18 лет.
Средний доход на одно домашнее хозяйство составил 63 597 долларов США (медиана — 53 229), а средний доход на одну семью — 76 856 долларов (медиана — 65 424). Медиана доходов составляла 43 462 доллара для мужчин и 49 688 долларов для женщин. За чертой бедности находилось 15,3% человек, в том числе 18,6% детей в возрасте до 18 лет и 12,5% лиц в возрасте 65 лет и старше.
Гражданское трудоустроенное население составляло 2456 человек. Основные области занятости: образование, здравоохранение и социальная помощь — 40,9%, розничная торговля — 13,8%, публичная администрация — 7,0%, производство — 6,6%.